# 120098 Telmopievani
120098 Telmopievani è un asteroide della fascia principale. Scoperto nel 2003, presenta un'orbita caratterizzata da un semiasse maggiore pari a 3,011445 UA e da un'eccentricità di 0,058586, inclinata di 9,667807° rispetto all'eclittica. Ha un diametro di 3,477 km.
È dedicato a Telmo Pievani, noto filosofo.